# Sociolinguística

Sociolinguística.

Sociolinguística é o ramo da linguística que estuda a relação entre a língua e a sociedade. É o estudo descritivo do efeito de qualquer e todos os aspectos da sociedade, incluindo as normas culturais, expectativas e contexto, na maneira como a língua é usada, e os efeitos do uso da língua na sociedade. O “objeto da Sociolinguística é a língua falada/sinalizada, observada, descrita e analisada em seu contexto social, isto é, em situações reais de uso.” Ou seja, a  Sociolinguística ocupa-se da língua não somente por si, mas como esta se modifica para adequar-se aos seus falantes. É subdividida em Sociolinguística Variacionista, cujo fundador é William Labov, na Sociolinguística Interacional, proposta por John J. Gumperz e na Sociolinguística Educacional, pensada por Stella Maris Bortoni-Ricardo.

## Definições
Há três termos importantes para a sociolinguística, que podem ser facilmente confundidos entre si:
- Variedade: são as diferentes formas de manifestação da fala dentro de uma língua, a partir dos diferentes traços que a condicionam, eles podem ser: sociais, culturais, regionais e históricos de seus falantes. As variedades linguísticas classificam-se como:
  - Dialeto: modo particular de uso da língua numa determinada localidade. Diferente do que pensam muitos linguistas, o termo dialeto não serve para designar variedade linguística.
  - Socioleto: é a variedade linguística de um determinado grupo de falantes que partilham os mesmos traços e experiências socioculturais.
  - Idioleto: é o modo particular de cada indivíduo expressar-se através da fala.
  - Cronoleto: variedade pertencente a uma determinada faixa etária, ou seja, modo próprio desta geração manifestar-se.[2]

- Variante: termo utilizado nos estudos de sociolinguística para designar o item linguístico que é alvo de mudança. Assim, no caso de uma variação fonética, a variante é o alofone. A variante representa, portanto, as formas possíveis de realização. No entanto, na linguística geral, o termo "variante dialetal" é usado como sinônimo de dialeto.

- Variável: traço, forma ou construção linguística cuja realização apresenta variantes observadas pelo investigador. Em outras palavras, a variável é todo fenômeno linguístico que pode ser realizado por duas ou mais variantes. A realização de primeira pessoa do plural é uma variável linguística e as formas "nós" e "a gente" são duas variantes possíveis de realização dessa variável.[3]

Em um fenômeno variável, cabe ao sociolinguista investigar os contextos de uso que favorecem a presença de uma das variantes. Caso uma variante apresente frequência de uso maior do que a outra, pode ser que alguma mudança linguística esteja ocorrendo ou esteja prestes a ocorrer. Por outro lado, caso não haja frequência de uso maior de uma variante, pode ser que se trate de uma variação estável presente na língua.

## História
Embora o aspecto social da língua tenha chamado a atenção desde cedo, tendo tido relevância já no trabalho do linguista suíço Ferdinand de Saussure no início do século XX, foi talvez somente nos anos 1950 que este aspecto começou a ser investigado minuciosamente.
Pioneiros como Uriel Weinreich, Charles A. Ferguson e Joshua Fishman chamaram a atenção para uma série de fenômenos interessantes, tais como a diglossia e os efeitos do contato linguístico.
Mas pode-se dizer que a figura chave foi William Labov, que, nos anos 1960, começou uma série de investigações sobre a variação linguística – investigações que revolucionaram a compreensão de como os falantes utilizam sua língua e que acabaram por resolver o Paradoxo de Saussure.
Este ramo pode ser dividido em outras vertentes, para estudar diversos aspectos do uso da língua, podendo ser de cunho Variacionista, Educacional e Interacional.
A Sociolinguística Variacionista, ou Teoria da Variação e Mudança, é uma abordagem proposta por William Labov para explicar a covariação sistemática entre língua e sociedade.
A Sociolinguística Educacional, rótulo assumido por Stella Maris Bortoni-Ricardo, tem se constituído como um campo de aplicação da sociolinguística aos programas de formação de docentes para o ensino de língua materna.
Já a Sociolinguística Interacional ou Sociointeracionismo, surgiu na década de 1970 e foi apresentado pelo linguista americano John J. Gumperz. [...] tem como foco as interações linguístico-sociais, as interpretações e inferências produzidas pelos interlocutores a partir dessa relação, sejam ligadas a traços linguísticos ou não linguísticos, como gestos, expressões faciais e pausas.